# Ihr Fehltritt
Ihr Fehltritt ist eine deutsche Stummfilm-Schauergeschichte aus dem Jahre 1923 von Georg Asagaroff und gilt als einer der mittlerweile vergessenen Inszenierungen, die dem in dieser Zeit ebenso beliebten wie kurzlebigen Genre des phantastischen Films zuzuordnen ist. In der weitgehend auf drei Personen reduzierten Geschichte, die nach dem gleichnamigen Roman von W. Kulikowski gestaltet wurde und E.T.A. Hoffmann’sche Züge trägt, sind Dary Holm, Ossip Runitsch und Paul Otto zu sehen.

## Handlung
Die hübsche Dagny und der junge Ingenieur Reiter planen ihre Hochzeit. Als in den Kalkwerken, wo Reiter seinen Dienst tut, ein Unglück geschieht, wird er augenblicklich von seiner Braut fortgerissen und an seine Arbeitsstelle berufen. Infolge einer Explosion sind nämlich tiefgehende Risse am höchsten Schornstein des Werks aufgetreten. Reiter soll den Schaden begutachten, doch ehe er seine Expertise abgeben kann, fällt das mächtige Bauwerk in sich zusammen und begräbt den Ingenieur unter sich. Am Kopf schwer verletzt, kann Reiter geborgen werden. Dagny fleht den angesehenen Chirurg Biking an, Reiters Leben zu retten. Biking gilt als ausgesprochener Frauenheld, der erwartungsgemäß schon vorher ein Auge auf die junge Dagny geworfen hat. Der zeigt sich zur lebensrettenden Operation bereit, aber nur unter der Bedingung, dass Dagny verspricht, anschließend die Seine zu werden. Schweren Herzens willigt die junge Frau ein. 
In Narkose erlebt Reiter wahre Alptraum-Visionen von Hoffmann’schen Ausmaßen: er sieht vor seinem unterbewussten, geistigen Auge, wie Biking Dagny zu sich zitiert und sich nimmt, was er freiwillig nicht bekommen konnte. Vor lauter Verzweiflung nimmt sich Dagny daraufhin mit Gift ihr Leben. Sie stirbt in den Armen des verhassten Nebenbuhlers, des Chirurgen. Reiter nimmt sich vor, Dagnys schrecklichen Tod zu rächen. Er fährt dem Unhold nach und will ihn mit einem Revolver niederstrecken, da sackt Reiter in sich zusammen und stirbt an einem Herzinfarkt. Bikings Triumph wandelt sich aber bald in einen Alptraum. Von schweren Gewissensbissen geplagt, beginnt der Arzt zu halluzinieren, leidet immer mehr unter Paranoia und sieht sich final von mehreren Skeletten umringt. Er schießt auf diese knochigen Dämonen, die doch lediglich in seiner Phantasie existieren und versucht zu entfliehen. Dabei stürzt Prof. Biking aus dem Fenster in die Tiefe und bleibt zerschmettert auf der Straße liegen. Dann endlich wacht Ingenieur Reiter auf: All diese Geschehnisse während der Narkosen waren nur ein im Fieberwahn geborener Alptraum.

## Produktionsnotizen
Mit Ihr Fehltritt, bisweilen mit dem Untertitel „In Narkose“ versehen, ging allmählich das nur wenige Jahre währende klassische deutsche Zeitalter des „Phantastischen Films“, das mit Das Cabinet des Dr. Caligari, Der Golem, Nosferatu, Der müde Tod und Schatten seine Höhepunkte feiern konnte, zu Ende. Der Film passierte die Zensur am 7. September 1923 und wurde bald darauf uraufgeführt. Am 7. März 1924 war Österreich-Premiere. Der mit Jugendverbot belegte Sechsakter besaß eine Länge von 1649 Meter.
Die Filmbauten entwarf Kurt Dürnhöfer.

## Kritiken
Im Kino-Journal hieß es: „Wahrlich, ein Stoff der des Originellen, Phantastischen und Grauenvollen nicht ermangelt, daher alle Elemente des Interessanten in sich birgt.“
In der Villacher Zeitung konnte man lesen: „Ein ausgezeichnetes, in der Handlung überaus fesselndes Drama (…) Dieser Film ist in jeder Hinsicht empfehlenswert und hochinteressant.“